# Borda d'Arrullat
La Borda d'Arrullat és una borda del terme municipal de Conca de Dalt, dins de l'antic terme d'Hortoneda de la Conca, pertanyent a l'antiga caseria de Bordes de Segan, al nord-est del terme. És una de les Bordes de Segan, la més oriental i enlairada de totes. És al capdamunt de la vall de la llau de Segan, arrecerada al nord per la Serra de la Travessa i al sud pel Serrat de les Boixegueres. Una mica a ponent seu hi ha la Borda de Cardet.